# Tärningsben
| Vänster båtben, anterolateral vy |
| Ovan: Vänster fots tärningsben sett snett framifrån och inifrån. Nedan: Vänster fots tärningsben sett snett bakifrån och utifrån. Illustrationer: Gray's Anatomy, 1918. (PD) |
| Vänster båtben, posteromedial vy |

Tärningsben (latin: os cuboideum) är, i människans kropp, ett medelstort och kubformat fotrotsben (ossa tarsi) som sitter lateralt i foten (pes).
Tärningsbenet ledar mot fyra ben:
1. Hälbenet (os calcaneus)
2. Yttre kilformade benet (os cuneiforme laterale)
3. Fjärde metatarsalbenet (os metatarsale IV)
4. Femte metatarsalbenet (os metatarsale V)
Ibland kan en femte led förekomma:
5. Båtbenet (os naviculare)

## Ytor
Ovansidan är skrovlig, riktad uppåt-lateralt och utgör fäste för flera ligament.
På undersidans främre del finns en fåra, sulcus peronealis, som korsar ytan diagonalt och för senan från m. peroneus longus ("långa underbensmuskeln") in under foten. Fåran avgränsas av en ås som utgör fäste för lig. plantare longum. Åsen utmynnar lateralt i ett utskott, tuberositas ossis cuboidei, på vars yta en oval fasett glider mot det sesamben alternativt brosk som ofta finns i m. peroneus longus sena. Bakom åsen finns en skrovlig yta där lig. calcaneocuboideum plantare och några fibrer från m. flexor hallucis brevis ("den korta muskeln som böjer stortån") och muskeln m. tibialis posterior ("skenbenets bakre muskel") har sina fästen.
På lateralsidan bildar början på sulcus peronealis ett djupt dike.
Medialsidan är bred, oregelbundet fyrkantig. Mitt på ytans övre del finns en slät, oval fasett som ledar mot det tredje kilformade benet. Ibland finns en mindre fasett bakom den förra som ledar mot båtbenet. Den övriga delen av ytan är skrovlig och utgör fäste för olika starka ligament.
Baksidan är slät, triangulär och konkavkonvex. Den ledar mot hälbenets baksida. Ytans nedre, mediala vinkel bildar ett bakåtriktat utskott, processus calcaneus, som passerar in under och stöder hälbenet.
Framsidan är mindre och oregelbundet triangulär. En vertikal ås delar ytan i två fasetter: Den mediala är fyrkantig och ledar mot det fjärde metatarsalbenet. Den laterala är större och mer triangulär än den mediala och ledar mot det femte metatarsalbenet.